# Taserud

Taserud var tidigare en by och är numera ett villaområde i Arvika. Taserud är känt i samband med konstnären Christian Eriksson, Elis Eriksson (möbelsnickare), Bröderna Erikssons Möbelverkstad och Rackstadmuseet.